# Jan Fevijn
Jan Fevijn (Veurne, 10 mei 1490 - Brugge, 23 oktober 1555), ook Jan van Fevijn of Johannes Fevynus, was een humanist.

## Levensloop
De familie Fevijn was verwant met de familie Hedenbault, allebei traditioneel verbonden met het Bourgondische hof. Na de vroegtijdige dood van hun vader, werden Jan en zijn zuster opgenomen in het gezin van Filips van Hedenbault en, na diens dood, van Karel van Hedenbault. Aangezien Karel het Prinsenhof bewoonde, aangesteld als een vertrouwensman voor het goed onderhouden ervan, nam Jan Fevijn daar ook zijn intrek.
In 1506 schreef Fevijn zich in De Lelie in Leuven in. In 1511 waren zijn studies aldaar volbracht en trok hij nog naar Bologna om er als doctor in beide rechten van terug te keren. Hij was nog student in Leuven toen hij in 1510 beneficiaris werd van de 25ste prebende van kanunnik in de Sint-Donaaskathedraal. Na zijn terugkeer uit Italië werd hij priester gewijd en vanaf 1523 was hij scholaster of directeur van de kapittelschool.
Tot in 1527 bleef hij in het Prinsenhof wonen. Hij droeg er onder meer zorg voor wat overbleef van de dierentuin, meer bepaald van de exotische vogels. In 1519 dankte Erasmus hem voor de bijzonder aangename dagen van zijn verblijf aldaar. Nadien woonde hij langs de Dijver, vlak naast het Gruuthusepaleis.
Fevijn was in regelmatig contact in Brugge met Juan Luis Vives en met Marcus Laurinus. Hij begroette bij hun bezoeken Erasmus, Franciscus van Cranevelt, Thomas More en bleef met hen in druk epistolair contact. Vooral met Cranevelt was het contact intensief. Adrianus Barlandus en Hubertus Barlandus droegen sommige van hun werken aan hem op. 
In 1524 zegende hij het huwelijk in van Juan Luis Vives en Margareta Valldaura, beiden marranos of bekeerde Joden.
In 1531 schreef hij aan Cranevelt over de verbranding van een paar ketters die in Brugge had plaatsgevonden.